# عملية بيتس

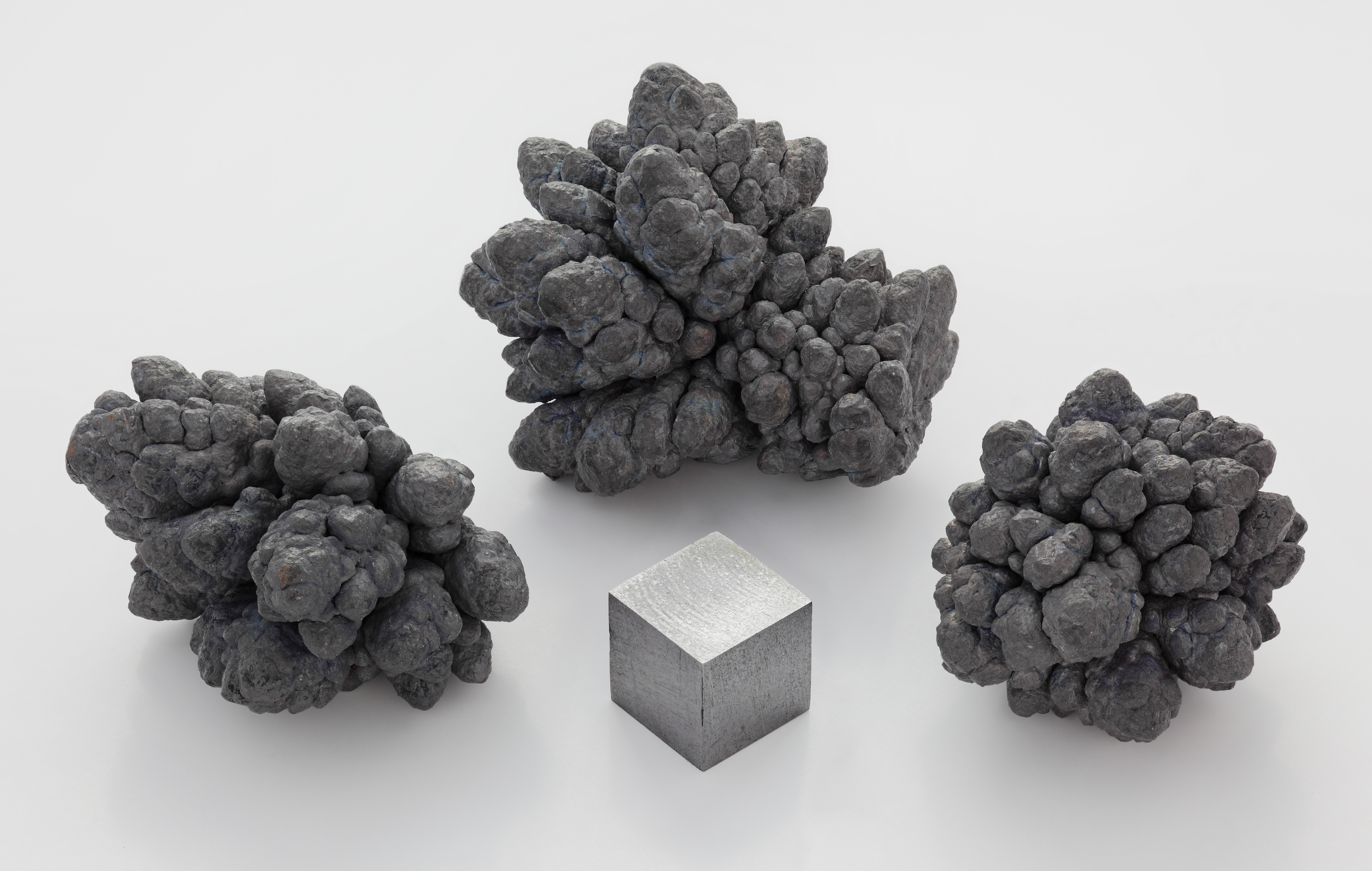

عملية بيتس هي عملية صناعية تهدف إلى تنقية صبات الرصاص من الشوائب اعتماداً على التحليل الكهربائي. تطبق هذه العملية نمطياً عندما يراد الحصول على درجة عالية من الرصاص النقي، خاصة الخالي من البزموت.

## وصف العملية
في هذه العملية يغمس مصعد من الرصاص المشوب ومهبط من الرصاص النقي في كهرل من سداسي فلوروسيليكات الرصاص (PbSiF6)؛ وذلك عند درجة حرارة مقدارها 45 °س. عند تطبيق فرق الجهد الكهربائي المناسب (0.5 فولت) ينحل الرصاص الموجود على المصعد ويترسب على المهبط تاركاً أغلب الشوائب في المحلول.
ما يعيب تلك العملية هي كلفتها المرتفعة، بسبب الحاجة إلى تطبيق جهد زائد في حوض التنقية؛ ولذلك لا تستخدم إلا في تنقية صبات الرصاص الحاوية على نسب مرتفعة من الشوائب. من البدائل الصناعية الأخرى لتنقية الرصاص كل من عملية بترتون-كرول أو عملية باركس.

## التاريخ
تنسب العملية إلى مطورها أنسون غاردنر بيتس Anson Gardner Betts والذي سجل براءة اختراعها سنة 1901.